# نشان دولتی

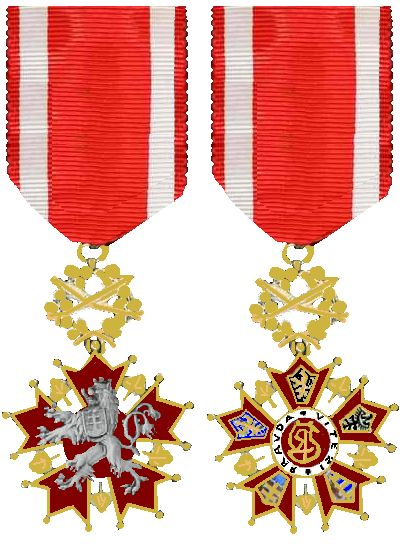
نگاره نشان دولتی

نشان دولتی یک شیء مانند مدال یا نشان است که توسط دولت یک کشور برای بزرگداشت گیرنده اعطا می شود. نشان دولتی می‌تواند * نظامی یا غیرنظامی باشد.